# Live at Hyde Park
Live at Hyde Park je DVD se záznamem z koncertu skupiny Foo Fighters v londýnském Hyde Parku dne 17. června 2006.
Vystoupili zde se speciálními hosty. Prvním z nich byl Lemmy von Motörhead, který s nimi zazpíval píseň Shake Your Blood. Další hosté byli Brian May a Roger Taylor z Queen. Ti s nimi zahráli píseň Tie Your Mother Down, s Rogerem Taylorem za bicími a bubeníkem Foo Fighters Taylorem Hawkinsem u mikrofonu.

## Seznam skladeb
1. In Your Honor
2. All My Life
3. Best of You
4. Times Like These
5. Learn to Fly
6. Breakout
7. Shake Your Blood
8. Stacked Actors
9. My Hero
10. Generator
11. DOA
12. Monkey Wrench
13. Tie Your Mother Down
14. Everlong

## Nástrojové obsazení
Dave Grohl – kytara, zpěv
Taylor Hawkins – bicí, zpěv ( v písni Tie Your Mother Down )
Chris Shiflett – kytara
Nate Mendel – basová kytara

## Hosté
- Lemmy – zpěv ( v písni Shake Your Blood )
- Brian May – kytara ( v písni Tie Your Mother Down )
- Roger Taylor – bicí ( v písni Tie Your Mother Down )